# 米爾內 (克里米亞)

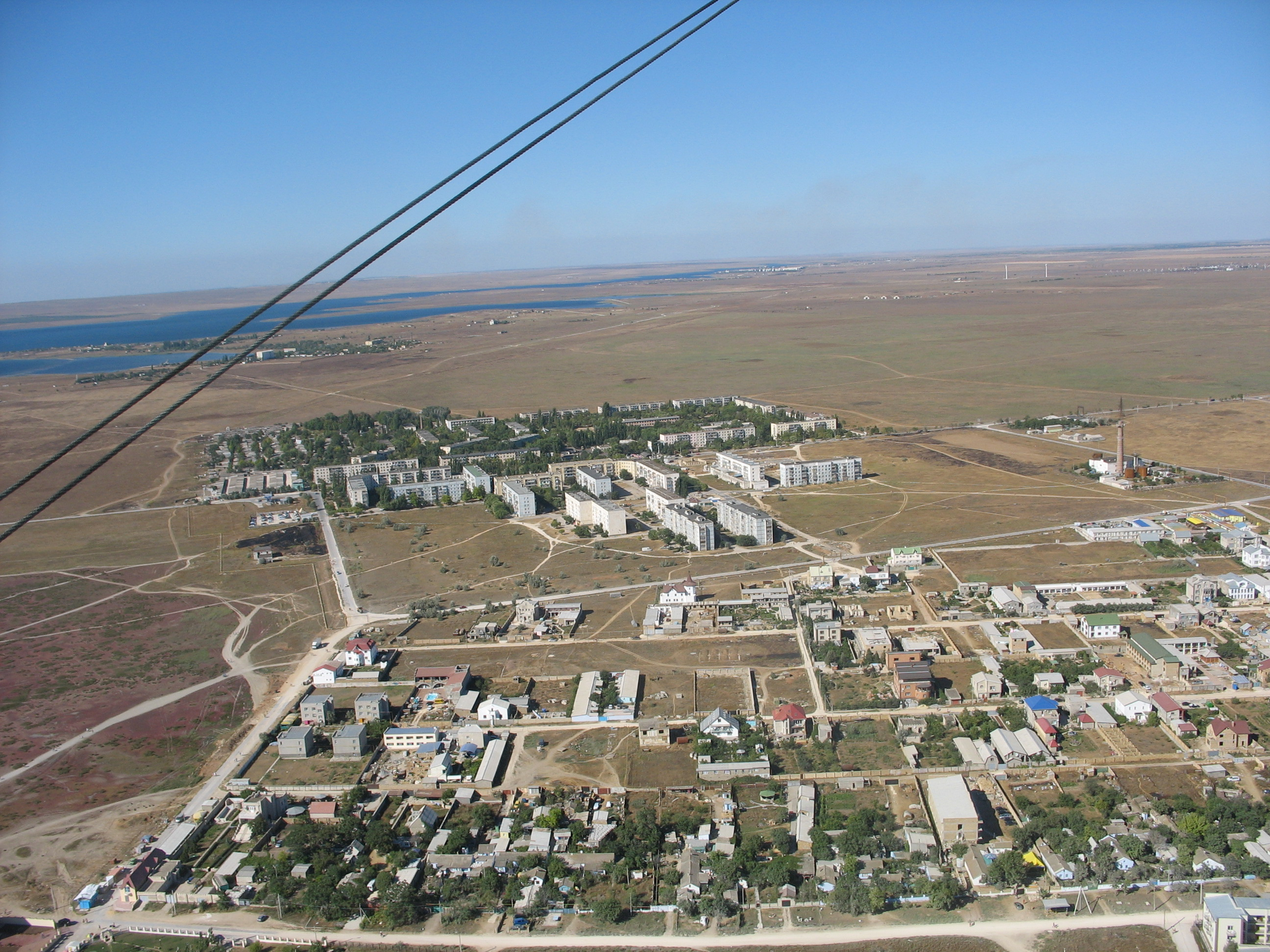
鸟瞰图

米尔内（烏克蘭語：Мирний），法理上是乌克兰克里米亚自治共和国叶夫帕托里亚区的市级镇，但事实上是俄罗斯克里米亞共和國叶夫帕托里亚市议会下辖的市级镇。距離雅爾塔28公里，始建於1969年，面積7.25平方公里，海拔高度4米，2013年人口4,209，人口密度每平方公里580.55人。